# Gustav Kessler
Gustav Keßler (ou Gustav Kessler) (1832-1904) foi um sindicalista alemão.
Em 1883 aderiu o Partido Progressista Alemão (liberal) e tornou-se o editor da revista sindical dos operários da construção Bauhandwerker. Como resultado das Leis Antissocialistas, foi expulso de Berlim em 1886 e doutras cidades nas que morou depois. Em 1899, foi delegado ao congresso fundacional da Segunda Internacional em Paris e converteu-se em editor do jornal socialista Volksblatt für Teltow-Beeskow-Storkow-Charlottenburg desde 1890. Em 1890, aderiu ao Partido Social-Democrata da Alemanha (SPD) e foi nomeado delegado pela região Calbe-Aschersleben, chegando a ocupar um posto de deputado no Reichstag repetidamente. 
Como sindicalista, foi um importante localista a respeito da organização sindical, e teve um papel significativo na fundação da Associação Livre de Sindicatos Alemães (FAUD) em 1897, participando também como editor do seu órgão, Die Einigkeit até a sua morte em 1904. 